# Adrián Fuentes González
Adrián Fuentes González (Madrid, 17 de julio de 1996), más conocido como Colega Fuentes, es un delantero español que juega en el Córdoba Club de Fútbol.

## Trayectoria
Nacido en Madrid, Fuentes es un jugador formado en la ED Moratalaz. En agosto de 2015, ficha por la Escuela de Fútbol Alhama a modo de prueba. Posteriormente firma un contrato y realiza su debut durante la temporada 2015/16 en el Grupo XIII de Tercera División.
En julio de 2016, se une al Lorca Fútbol Club B de Tercera División. 
La temporada 2017/18 firma por el Deportivo Alavés B en la misma categoría. 
En julio de 2018, es cedido al NK Istra de la Prva HNL. 
Hizo su debut el 1 de octubre de 2018, en una victoria por 3-0 contra el NK Rudeš. Durante la temporada 2018/19, disputó 17 partidos y marcó 4 goles en la Prva HNL. Además participó en 2 partidos de Copa. También jugó 2 partidos para la promoción de descenso en los que marcó 2 goles para mantener la categoría. En total sumaría 21 partidos y 6 goles con el NK Istra.
Volvería a jugar cedido en el NK Istra. Disputando las temporadas 2019/20 y 2020/21.
El 30 de enero de 2021, firma por el Real Murcia.
El 19 de julio de 2021, firma por el Córdoba CF de la Primera División RFEF.
El 25 de enero de 2023, firma por el Club Deportivo Castellón de la Primera División RFEF.
Temporada 24/25 Sociedad Deportiva Tarazona Primera RFEF.
El 29 de abril de 2025, es fichado por el Córdaba C.F. de la Segunda División.

## Clubes
| Club                           | País    | Temporada |
| ------------------------------ | ------- | --------- |
| Escuela de Fútbol Alhama       | España  | 2015-2016 |
| Lorca Fútbol Club B            | España  | 2016-2017 |
| Deportivo Alavés B             | España  | 2017-2018 |
| NK Istra                       | Croacia | 2018-2021 |
| Real Murcia                    | España  | 2021      |
| Córdoba CF                     | España  | 2021-2023 |
| Club Deportivo Castellón       | España  | 2023      |
| Club Deportivo Lugo (préstamo) | España  | 2023-2024 |
| Sociadad Deportiva Tarazona    | España  | 2024-2025 |
| Córdoba C.F.                   | España  | 2025-act. |